# Delta 9
Pour les articles homonymes, voir Rodgers.
Pour le chanteur Eurobeat, voir Dave Rodgers.
Delta 9, de son vrai nom Dave Rodgers, est un producteur et DJ de hardcore et gabber américain originaire de Chicago. Il est considéré par la presse spécialisée comme l'un des producteurs les plus appréciés en matière de hardcore techno/industrial. 
Le nom de Delta 9 provient de delta-9-tetrahydrocannabinol (Δ9-THC), la principale substance psychoactive trouvée dans le cannabis. 

## Biographie
Rodgers démarre ses compositions au début des années 1990 au label de Drop Bass Network Records. Il est initialement influencé par le thrash metal et l'industrial en plus des musiques dérivées de la dance comme l'electro et le gabber. Lors d'une entrevue avec Chris Polaris en février 1996, Rodgers explique qu'il y a quelque temps, il écoutait des artistes tels que Human Resource et Digital Boy et en fera ses inspirations. Il apparait sur la compilation intitulée Industrial Fucking Strength et gagne un contrat avec le label techno grindcore nommé Earache. C'est dans ce label qu'il compose Disco Inferno qui est, selon John Bush du site AllMusic, une « compilation industrial-strength gabba composée d'effets sonores militaires. » Ses compositions les plus importantes sont par la suite importées au label Industrial Strength Records depuis 1995. Delta 9 est également directeur du label Psychotik Records, et est à lui seul l'auteur de quarante maxis solo (incluant aussi son autre nom de scène The Imposters).
En 1999, Delta 9 rejoint le label Vinyl Communications. Delta 9 est apparu sur plus de deux-cents compilations incluant la série des albums Thunderdome, Hellraiser, Demolition (de The Third Movement), Mystery Land et Masters of Hardcore. Il également remixé les compositions de certains groupes et artistes tels que Corrosion of Conformity, Napalm Death, The Berzerker et Soil. Le 18 janvier 2008, Delta 9 annonce que son nouveau label, Devil Times Nine distribuerait ses œuvres sur le site Soundbase Music.